# Comandancia Frías
Comandancia Frías es una localidad argentina situada en el extremo norte de la Provincia del Chaco, en el departamento General Güemes. Depende administrativamente del municipio de Fuerte Esperanza, de cuyo centro urbano dista unos 76 km; cuenta con una delegación municipal de Fuerte Esperanza. Se encuentra sobre la margen derecha del río Bermejito, siendo afectado ocasionalmente por las crecidas de este.
El paraje es muy importante en su zona ya que es uno de los pocos centros poblados reconocidos del extremo norte del Chaco. Varias instituciones como escuela y centros de salud que se asientan en la localidad brindan servicio a una vasta zona. Los wichís constituyen una porción muy importante de la población del lugar.

## Instituciones e infraestructura
Comandancia Frías aloja una delegación municipal, escuela, un Juzgado de Paz, una Escuela Primaria Categoría 2, un Puesto Sanitario A, una delegación policial  que depende de Juan José Castelli, un generador de energía eléctrica, un comedor comunitario, una Capilla, una planta potabilizadora y red de distribución de agua (no potable).
En marzo de 2009 se compró un equipo para potabilización de agua.

## Población
El INDEC no reconoció en el censo de 2001 a Comandancia Frías como un aglomerado urbano. No obstante, según el Puesto de Salud en 1998 la habitaban 613 personas, de las cuales un 25% corresponden a la población wichí.
Los aborígenes se hallan en dos barrios: Medialuna al oeste y La Quinta al este. Se observan en los wichís un comportamiento nómade.
Hay unos 49 parajes en su zona de influencia, entre ellos pueden mencionarse Los Madrejones, La Nación y Campo Grande.

## Historia
Se tienen algunos relatos orales que indican que la localidad se formó con paisanos de la zona que al volver luego de temporadas de trabajo en El Tabacal se quedaban en distintos lugares, entre ellos Comandancia Frías.
Cuando se creó el Territorio Nacional del Chaco alrededor de 1890 casi toda la región estaba prácticamente despoblada, sobre todo a medida que uno se alejaba de la ciudad de Corrientes; el departamento Caaguazú creado en ese entonces ocupaba todo el occidente provincial a partir del meridiano de 60°, siendo Comandancia Frías su cabecera. La localidad fue abandonada por sucesivas invasiones, y en 1917 la cabecera pasó a ser la localidad de Wichí - El Pintado.

## Economía
Entre la población criolla la principal actividad es la ganadería. Los wichís mantienen su subsistencia tradicional a partir de la caza, pesca y recolección; aunque algunos tienen trabajos temporarios, otros crían ganado y también venden artesanías. En el pueblo hay un aserradero.

## Bioma
Enmarcada dentro del Impenetrable, la zona es extremadamente chata, y la vegetación se presenta como pastizales o bosques leñosos; dentro de estos últimos se destacan el palo santo, el quebracho colorado, quebracho blanco, el simbolar y . Existen lagunas producto de antiguos cauces del río Bermejo.
La estación meteorológica más cercana se halla en Rivadavia, a 60 km, por lo que no hay datos precisos. En la zona la isoterma de enero es de 23° y la de junio de 26°. Las lluvias anuales alcanzarían los 600 mm, con un índice de deficiencia hídrica de 550 mm.

## Vías de comunicación
Su principal vías de comunicación es una ruta provincial que la comunica al sudeste con Fuerte Esperanza.